# Liste der Gerechten unter den Völkern aus Albanien

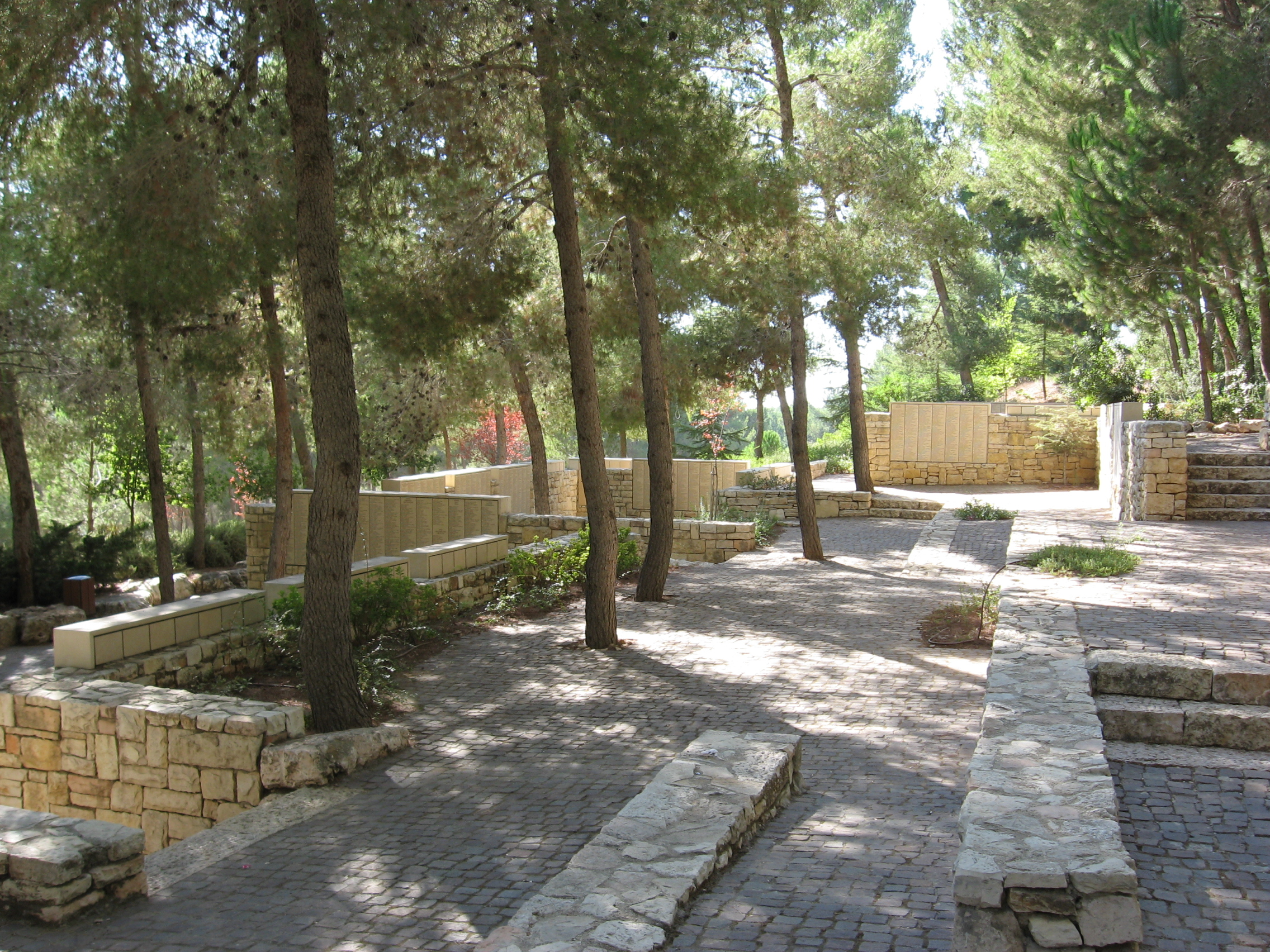
Der Garten der Gerechten unter den Völkern

Die Liste der Gerechten unter den Völkern aus Albanien führt in alphabetischer Reihenfolge diejenigen Albaner und Albanerinnen auf, die von der Gedenkstätte Yad Vashem mit dem Titel Gerechter unter den Völkern geehrt wurden.

## Hintergrund

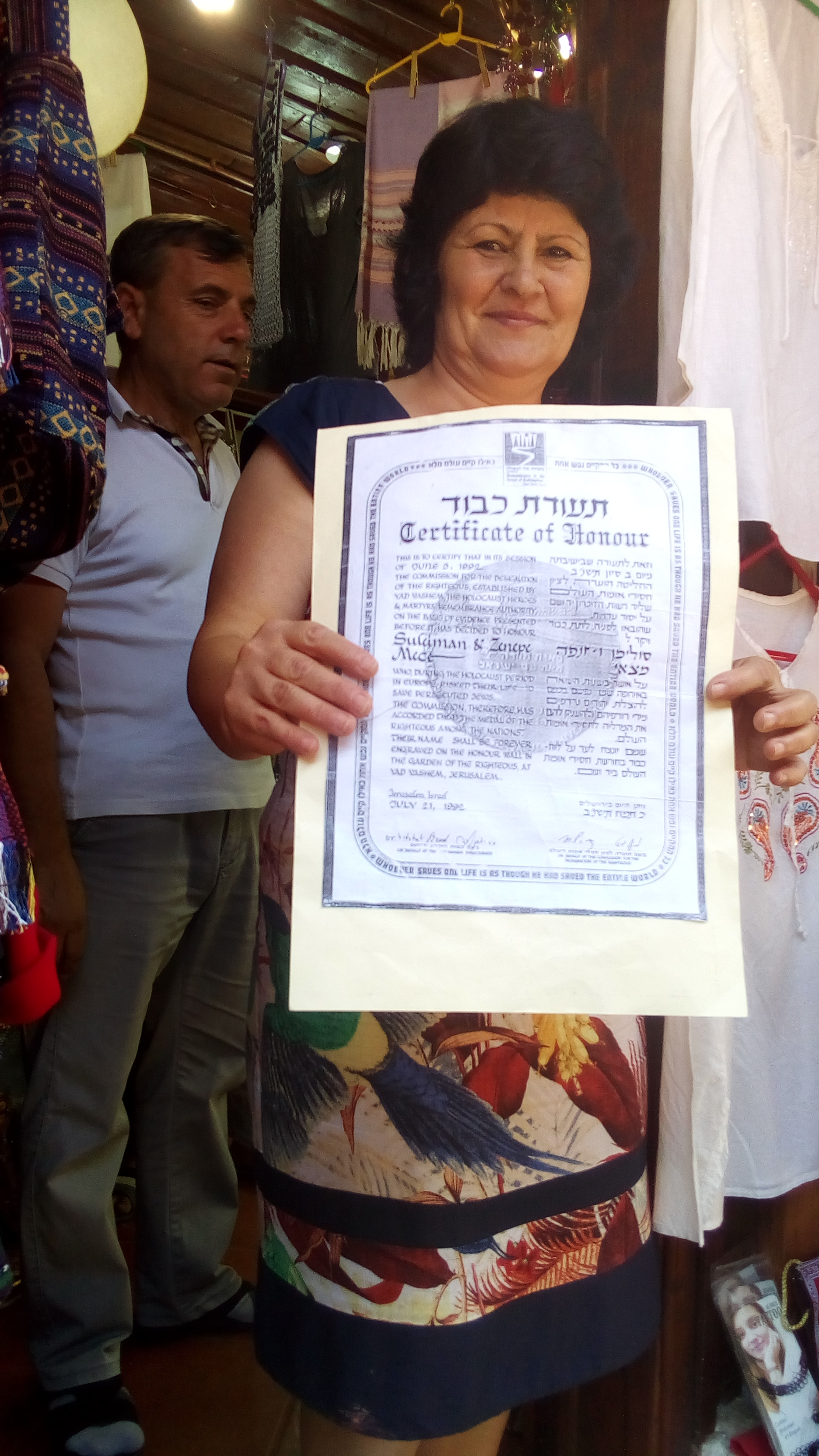
Zertifikat für Sulejman und Zenepe Mece als Anerkennung als Gerechte unter den Völkern

In den 1930er Jahren lebten in Albanien etwa 200 Menschen jüdischen Glaubens. Hinzu kamen einige Hundert ausländische Juden. Nach der Machtergreifung der Nationalsozialisten in Deutschland 1933, dem Anschluss Österreichs 1938 und dem Beginn des Zweiten Weltkrieges 1939 flüchteten immer mehr Juden nach Albanien. Im weiteren Kriegsverlauf kamen auch Juden aus Mitteleuropa und aus den von der Wehrmacht besetzten Nachbarstaaten Jugoslawien und Griechenland hinzu.
Im April 1939 besetzten italienische Truppen Albanien. Für die in Albanien lebenden in- und ausländischen Juden änderte sich hierdurch wenig. Erst als im September 1943, nach der Kapitulation Italiens, Deutschland Albanien besetzte, verschlechterte sich die Situation aller Juden im Land. Die Nazis forderten Ende 1943 und 1944 die Auslieferung der Juden, was der albanische Innenminister Xhafer Deva als Einmischung in die inneren Angelegenheiten Albaniens ablehnte. Viele Albaner, Mitglieder aller Religionen, nahmen Juden bei sich zu Hause auf, versorgten sie, besorgten gefälschte Papiere und albanische Kleider. Sie riskierten ihr Leben für die Fremden und konnten so zahlreiche Juden vor der Deportation und Ermordung retten.
Israel hat nach der Staatsgründung 1948 den Ehrentitel Gerechter unter den Völkern (hebräisch חסיד אומות העולם Chassid Umot ha-Olam) eingeführt, um nichtjüdische Einzelpersonen zu ehren, die unter nationalsozialistischer Herrschaft während des Zweiten Weltkriegs ihr Leben einsetzten, um Juden vor der Ermordung zu retten.
75 Albanerinnen und Albaner erhielten bisher diesen Titel. Darunter sind auch Albanerinnen und Albaner aus dem Kosovo und Nordmazedonien, also aus Gebieten, die heute nicht (mehr), aber während des Zweiten Weltkriegs zu Albanien gehörten (siehe Großalbanien).

## Liste
Die Liste ist alphabetisch nach Nachnamen geordnet. Hinter dem Namen ist jeweils das Geburtsdatum, das Sterbedatum, der Ort der Rettung, der Grund der Ehrung und das Jahr der Ehrung angegeben.
| Name                | Geboren       | Gestorben     | Ort der Rettung | Grund der Ehrung | Jahr |
| ------------------- | ------------- | ------------- | --------------- | --- | ---- |
| Destan Balla        |               |               | Shëngjergj      | Destan Balla und seine Frau Lime Balla, beides Muslime, lebten in Shëngjergj, einem kleinen, abgelegenen Dorf im Kreis Tirana. Als die Deutschen im September 1943 in Albanien einmarschierten, versteckte das Ehepaar Balla fünf Mitglieder der jüdischen Familie Lazar, die in die Berge geflohen waren, in ihrem Haus. Die Ballas sorgten auch dafür, dass weitere dreizehn Mitglieder der Familie Lazar bei anderen Dorfbewohnern Unterschlupf fanden. Alle Lazars blieben bis Dezember 1944 im Dorf und kehrten dann nach Jugoslawien zurück. | 1992 |
| Lime Balla          | 1910          |               | Shëngjergj      | Destan Balla und seine Frau Lime Balla, beides Muslime, lebten in Shëngjergj, einem kleinen, abgelegenen Dorf im Kreis Tirana. Als die Deutschen im September 1943 in Albanien einmarschierten, versteckte das Ehepaar Balla fünf Mitglieder der jüdischen Familie Lazar, die in die Berge geflohen waren, in ihrem Haus. Die Ballas sorgten auch dafür, dass weitere dreizehn Mitglieder der Familie Lazar bei anderen Dorfbewohnern Unterschlupf fanden. Alle Lazars blieben bis Dezember 1944 im Dorf und kehrten dann nach Jugoslawien zurück. | 1992 |
| Mefail Bicaku       |               |               | Struga          | Mefail Bicaku und sein Sohn Njazi Bicaku versteckten, versorgten und beschützten 1944 in den Wäldern in der Nähe von Struga (heute in Nordmazedonien) insgesamt neunzehn jüdische Mitbürger, darunter Rafael Faraggi, die dreiköpfige Familie von Simon Aroesti, die dreiköpfige Familie von Maja Aroesti sowie Binuta und Joseph Rubenović und ihre Kinder Jack, Sami und Buna. | 1996 |
| Njazi Bicaku        | 1925          |               | Struga          | Mefail Bicaku und sein Sohn Njazi Bicaku versteckten, versorgten und beschützten 1944 in den Wäldern in der Nähe von Struga (heute in Nordmazedonien) insgesamt neunzehn jüdische Mitbürger, darunter Rafael Faraggi, die dreiköpfige Familie von Simon Aroesti, die dreiköpfige Familie von Maja Aroesti sowie Binuta und Joseph Rubenović und ihre Kinder Jack, Sami und Buna. | 1996 |
| Qamile Borici       |               |               | Shkodra         | Shaqir Borici, seine Frau Qamile Borici und ihre Tochter Bahrije Muça (geb. Borici) versteckten von 1943 bis März 1945 in ihrem Haus in Shkodra das aus Priština stammende jüdische Ehepaar Isak und Bella Bivas mit ihrer Tochter Rashel. | 1993 |
| Shaqir Borici       |               |               | Shkodra         | Shaqir Borici, seine Frau Qamile Borici und ihre Tochter Bahrije Muça (geb. Borici) versteckten von 1943 bis März 1945 in ihrem Haus in Shkodra das aus Priština stammende jüdische Ehepaar Isak und Bella Bivas mit ihrer Tochter Rashel. | 1993 |
| Shyqyri Budo        | 1905          |               | Tirana          | Shyqyri Bodo und seine Frau Xhemile Bodo, ein muslimisches Händlerehepaar mit vier Kindern, versteckten nach der deutschen Besetzung Albaniens 1943 in ihrem Haus in Tirana das befreundete jüdische Ehepaar Haim und Eftiqia Batino aus Durrës, deren drei Kinder Jakov, Sandra und Moise sowie Haim Batinos Brüder Menachem und David und dessen Frau Ester. Als nach drei Monaten das Entdeckungsrisiko zu groß wurde, organisierten die Bodos für einen Teil der Familie andere Verstecke. | 1992 |
| Xhemile Budo        | 1910          |               | Tirana          | Shyqyri Bodo und seine Frau Xhemile Bodo, ein muslimisches Händlerehepaar mit vier Kindern, versteckten nach der deutschen Besetzung Albaniens 1943 in ihrem Haus in Tirana das befreundete jüdische Ehepaar Haim und Eftiqia Batino aus Durrës, deren drei Kinder Jakov, Sandra und Moise sowie Haim Batinos Brüder Menachem und David und dessen Frau Ester. Als nach drei Monaten das Entdeckungsrisiko zu groß wurde, organisierten die Bodos für einen Teil der Familie andere Verstecke. | 1992 |
| Agostin Çiftja      |               |               | Shkodra         | Agostin Çiftja, seine Frau Gjysepina Çiftja und deren drei Töchter Margarita Shllaku, Gjovana Paluku und Cezarina Pistuli, eine Familie christlichen Glaubens aus Shkodra, beherbergten seit Ende 1941 das jüdische Ehepaar Nina und Shalom Adižes, die mit ihrer kleinen Tochter Sonja aus dem Kosovo geflohen waren. Als die Deutschen im September 1943 in Shkodra einmarschierten, war das Ehepaar Çiftja bereit, die Familie Adižes weiterhin zu verstecken, beschaffte falsche Dokumente und kümmerte sich um alle Bedürfnisse ihrer Schützlinge. Als die Gefahr entdeckt zu werden wuchs und das Ehepaar Adižes Arbeit und ein neues Versteck fand, kümmerten sich die Çiftjas mehrere Monate um die dreijährige Sonja Adižes. | 1992 |
| Gjysepina Çiftja    |               |               | Shkodra         | Agostin Çiftja, seine Frau Gjysepina Çiftja und deren drei Töchter Margarita Shllaku, Gjovana Paluku und Cezarina Pistuli, eine Familie christlichen Glaubens aus Shkodra, beherbergten seit Ende 1941 das jüdische Ehepaar Nina und Shalom Adižes, die mit ihrer kleinen Tochter Sonja aus dem Kosovo geflohen waren. Als die Deutschen im September 1943 in Shkodra einmarschierten, war das Ehepaar Çiftja bereit, die Familie Adižes weiterhin zu verstecken, beschaffte falsche Dokumente und kümmerte sich um alle Bedürfnisse ihrer Schützlinge. Als die Gefahr entdeckt zu werden wuchs und das Ehepaar Adižes Arbeit und ein neues Versteck fand, kümmerten sich die Çiftjas mehrere Monate um die dreijährige Sonja Adižes. | 1992 |
| Cele Fani           | 1926          |               | Shkodra         | Hasan Hoti, seine Schwester Fife Gjylbegu, sein Sohn Vehbi Hoti und seine Tochter Cele Fani, muslimische Bürger aus Shkodra, versteckten bei sich von September 1943 bis zur Befreiung im November 1944 drei Kinder der sechsköpfigen jüdischen Familie Bachar, die aus Pristina im Kosovo stammte und seit 1942 auf der Flucht vor der Deportation war. Rachel Bachar, Jehudith Bachar und Jaffa Bachar wurden von der Familie Hoti versteckt. Das Ehepaar Alegra Bachar und Asher Bachar und ihre Tochter Matilda fand in einem Dorf Zuflucht. Vehbi Hoti kümmerte sich um die Versorgung der versteckten Juden und fungierte als Kurier zwischen den Familienmitgliedern. | 1994 |
| Emine Frashëri      |               |               | Tirana          | Hysref Frashëri, seine Frau Emine Frashëri und ihr Sohn Mehmet Frashëri, eine muslimische Familie aus Tirana, versteckten von Februar bis August 1944 auf ihrem Anwesen in der Nähe von Tirana das jüdische Ehepaar Sabetay Geršon und Miriam Geršon und ihre beiden Töchter Stela und Hana aus Skopje sowie Josef Gertler, einen jüdischen Flüchtling aus Rumänien. | 2000 |
| Hysref Frashëri     |               |               | Tirana          | Hysref Frashëri, seine Frau Emine Frashëri und ihr Sohn Mehmet Frashëri, eine muslimische Familie aus Tirana, versteckten von Februar bis August 1944 auf ihrem Anwesen in der Nähe von Tirana das jüdische Ehepaar Sabetay Geršon und Miriam Geršon und ihre beiden Töchter Stela und Hana aus Skopje sowie Josef Gertler, einen jüdischen Flüchtling aus Rumänien. | 2000 |
| Mehmet Frashëri     | 1925          |               | Tirana          | Hysref Frashëri, seine Frau Emine Frashëri und ihr Sohn Mehmet Frashëri, eine muslimische Familie aus Tirana, versteckten von Februar bis August 1944 auf ihrem Anwesen in der Nähe von Tirana das jüdische Ehepaar Sabetay Geršon und Miriam Geršon und ihre beiden Töchter Stela und Hana aus Skopje sowie Josef Gertler, einen jüdischen Flüchtling aus Rumänien. | 2000 |
| Fife Gjylbegu       |               |               | Shkodra         | Hasan Hoti, seine Schwester Fife Gjylbegu, sein Sohn Vehbi Hoti und seine Tochter Cele Fani, muslimische Bürger aus Shkodra, versteckten bei sich von September 1943 bis zur Befreiung im November 1944 drei Kinder der sechsköpfigen jüdischen Familie Bachar, die aus Pristina im Kosovo stammte und seit 1942 auf der Flucht vor der Deportation war. Rachel Bachar, Jehudith Bachar und Jaffa Bachar wurden von der Familie Hoti versteckt. Das Ehepaar Alegra Bachar und Asher Bachar und ihre Tochter Matilda fand in einem anderen Dorf Zuflucht. Vehbi Hoti kümmerte sich um die Versorgung der versteckten Juden und fungierte als Kurier zwischen den Familienmitgliedern. | 1994 |
| Hasan Hoti          |               |               | Shkodra         | Hasan Hoti, seine Schwester Fife Gjylbegu, sein Sohn Vehbi Hoti und seine Tochter Cele Fani, muslimische Bürger aus Shkodra, versteckten bei sich von September 1943 bis zur Befreiung im November 1944 drei Kinder der sechsköpfigen jüdischen Familie Bachar, die aus Pristina im Kosovo stammte und seit 1942 auf der Flucht vor der Deportation war. Rachel Bachar, Jehudith Bachar und Jaffa Bachar wurden von der Familie Hoti versteckt. Das Ehepaar Alegra Bachar und Asher Bachar und ihre Tochter Matilda fand in einem anderen Dorf Zuflucht. Vehbi Hoti kümmerte sich um die Versorgung der versteckten Juden und fungierte als Kurier zwischen den Familienmitgliedern. | 1994 |
| Vehbi Hoti          |               |               | Shkodra         | Hasan Hoti, seine Schwester Fife Gjylbegu, sein Sohn Vehbi Hoti und seine Tochter Cele Fani, muslimische Bürger aus Shkodra, versteckten bei sich von September 1943 bis zur Befreiung im November 1944 drei Kinder der sechsköpfigen jüdischen Familie Bachar, die aus Pristina im Kosovo stammte und seit 1942 auf der Flucht vor der Deportation war. Rachel Bachar, Jehudith Bachar und Jaffa Bachar wurden von der Familie Hoti versteckt. Das Ehepaar Alegra Bachar und Asher Bachar und ihre Tochter Matilda fand in einem anderen Dorf Zuflucht. Vehbi Hoti kümmerte sich um die Versorgung der versteckten Juden und fungierte als Kurier zwischen den Familienmitgliedern. | 1994 |
| Fejzije Hoxa        |               |               | Tirana          | Fejzije Hoxa und ihr Mann Rifat Hoxa, ein Ehepaar muslimischen Glauben aus Tirana, versteckten ab September 1943 in ihrem Haus die jüdische Familie Nissim und Sara Aladjem mit ihren Sohn Aharon Aladjem. Die Hoxhas hatten selbst keine Kinder, und Fejzije Hoxa kümmerte sich liebevoll um Aharon, besonders nachdem seine Eltern mit Hilfe von Rifat Hoxa zu den Partisanen gegangen waren und ihren Sohn in der Obhut der Hoxhas zurückgelassen hatten. | 2015 |
| Rifat Hoxa          |               |               | Tirana          | Fejzije Hoxa und ihr Mann Rifat Hoxa, ein Ehepaar muslimischen Glauben aus Tirana, versteckten ab September 1943 in ihrem Haus die jüdische Familie Nissim und Sara Aladjem mit ihren Sohn Aharon Aladjem. Die Hoxhas hatten selbst keine Kinder, und Fejzije Hoxa kümmerte sich liebevoll um Aharon, besonders nachdem seine Eltern mit Hilfe von Rifat Hoxa zu den Partisanen gegangen waren und ihren Sohn in der Obhut der Hoxhas zurückgelassen hatten. | 2015 |
| Hilmi Hoxha         | 1925          | 1985          | Durrës          | Shaban Hoxha, ein Besitzer von zwei Schokoladen- und Erfrischungsgetränkefabriken und drei großen Bäckereien aus Durrës, seine Frau Siavet Hoxha und ihr Sohn Hilmi Hoxha versteckten ab 1943 in ihrem Haus und einem nahe gelegenen Sommerhaus den befreundeten jüdischen Geschäftspartner Samuel Sasson aus Skopje, der mit seiner Frau Ester Sasson aus Mazedonien nach Albanien geflohen war. Weitere jüdische Flüchtlinge, die im Haus der Hoxhas Aufnahme fanden, waren Daniel Sasson, der Cousin der Sassons, der zunächst in Tirana gelebt hatte und Manuel Talvi, ein Freund der Sassons. | 1991 |
| Nuro Hoxha          |               |               | Vlora           | Nuro Hoxha, ein Lehrer muslimischen Glaubens und Antifaschist aus Vlora, versteckte von September 1943 bis November 1944 im Keller seines Hauses seinen langjährigen jüdischen Freund Ilia Solomoni, dessen Frau Sarika Solomoni und ihre kleine Tochter Mirela Solomoni. Später versteckte er zusätzlich Ilia Solomonis Schwester Fortunata Negrin, seinen Schwager Eliezer Negrin und dessen Mutter Aneta Negrin. | 1992 |
| Shaban Hoxha        |               |               | Durrës          | Shaban Hoxha, ein Besitzer von zwei Schokoladen- und Erfrischungsgetränkefabriken und drei großen Bäckereien aus Durrës, seine Frau Siavet Hoxha und ihr Sohn Hilmi Hoxha versteckten ab 1943 in ihrem Haus und einem nahe gelegenen Sommerhaus den befreundeten jüdischen Geschäftspartner Samuel Sasson aus Skopje, der mit seiner Frau Ester Sasson aus Mazedonien nach Albanien geflohen war. Weitere jüdische Flüchtlinge, die im Haus der Hoxhas Aufnahme fanden, waren Daniel Sasson, der Cousin der Sassons, der zunächst in Tirana gelebt hatte und Manuel Talvi, ein Freund der Sassons. | 1991 |
| Siavet Hoxha        |               |               | Durrës          | Shaban Hoxha, ein Besitzer von zwei Schokoladen- und Erfrischungsgetränkefabriken und drei großen Bäckereien aus Durrës, seine Frau Siavet Hoxha und ihr Sohn Hilmi Hoxha versteckten ab 1943 in ihrem Haus und einem nahe gelegenen Sommerhaus den befreundeten jüdischen Geschäftspartner Samuel Sasson aus Skopje, der mit seiner Frau Ester Sasson aus Mazedonien nach Albanien geflohen war. Weitere jüdische Flüchtlinge, die im Haus der Hoxhas Aufnahme fanden, waren Daniel Sasson, der Cousin der Sassons, der zunächst in Tirana gelebt hatte und Manuel Talvi, ein Freund der Sassons. | 1991 |
| Aishe Kadiu         | 1900          |               | Kavaja          | Das muslimische Ehepaar Aishe Kadiu und Besim Kadiu aus Kavaja – er war ein Angestellter der Gemeinde Kavaja und ein Freund und Vertrauter von Abdulla Myrto – versteckte bis August 1944 das jüdische Geschwisterpaar Jakov Batino und Sandra Batino, das zuvor im Haus der Familie Myrto in Kavaja gelebt hatte. | 1992 |
| Besim Kadiu         | 1895          |               | Kavaja          | Das muslimische Ehepaar Aishe Kadiu und Besim Kadiu aus Kavaja – er war ein Angestellter der Gemeinde Kavaja und ein Freund und Vertrauter von Abdulla Myrto – versteckte bis August 1944 das jüdische Geschwisterpaar Jakov Batino und Sandra Batino, das zuvor im Haus der Familie Myrto in Kavaja gelebt hatte. | 1992 |
| Hamdi Kasapi        | 1918          | 1. Okt. 1989  | Tirana          | Die muslimische Witwe Zyrha Kasapi, die mit sechs Kindern – darunter ihr erwachsener Sohn Hamdi Kasapi – in Tirana lebte, beherbergte ab Anfang 1943 die jüdische Familie Mois Frances, seine Frau Vinka, deren Kinder Eni Frances und Marcel Frances sowie die Großmutter Esther Frances. Als nach der Kapitulation Italiens und dem Einmarsch der Deutschen in Tirana im September 1943 die Verfolgung und Deportation der Juden drohte, versteckten die Kasapis die Familie Frances und organisierten bis November 1944 verschiedene Verstecke in Tirana und im Umland. | 1995 |
| Zyrha Kasapi        |               |               | Tirana          | Die muslimische Witwe Zyrha Kasapi, die mit sechs Kindern – darunter ihr erwachsener Sohn Hamdi Kasapi – in Tirana lebte, beherbergte ab Anfang 1943 die jüdische Familie Mois Frances, seine Frau Vinka, deren Kinder Eni Frances und Marcel Frances sowie die Großmutter Esther Frances. Als nach der Kapitulation Italiens und dem Einmarsch der Deutschen in Tirana im September 1943 die Verfolgung und Deportation der Juden drohte, versteckten die Kasapis die Familie Frances und organisierten bis November 1944 verschiedene Verstecke in Tirana und im Umland. | 1995 |
| Mikel Kilica        |               |               | Tirana          | Mikel Kilica, ein Hausbesitzer aus Tirana, vermietete ab April 1941 eine Wohnung an Vjera Matusewiez und ihre Angehörigen, eine siebenköpfige jüdische Familie, die 1940 vor den deutschen Verfolgungen zunächst nach Jugoslawien und 1941 nach Albanien geflohen war. Als im September 1943 die Deutschen in Albanien eindrangen, organisierte er für sechs der Familienmitglieder – darunter Vjera Matusewiez – zunächst ein Versteck im Dorf Kamza in der Nähe von Tirana. Als er merkte, dass dieser Ort nicht sicher genug war, brachte er die Verfolgten in das Kloster Ardenica in Lushnja, wo sie bis zur Befreiung im November 1944 bleiben konnten. Seinen siebten jüdischen Mieter, den erkrankten Lew Dzienciolski, brachte er bei seinem Freund Professor Bessim Zyma unter. | 1999 |
| Kasem Jakup Kocerri | 1915          |               | Vlora           | Kasem Jakup Koçerri, ein Bauer und Hirte aus dem Dorf Beshisht in der Nähe von Vlora, versteckte in seinem Haus ab März 1944 den Sohn seines jüdischen Geschäftsfreundes Jakov Solomoni, Moshe Solomoni und dessen Ehefrau Janet Solomoni, eine junge Jüdin griechischer Herkunft. Moshe und Janet Solomoni konnten vier Monate lang bis zur Befreiung Albaniens im Haus Kocerri bleiben. | 1996 |
| Kristina Kona       | 1914          | 20. Juli 2003 | Tirana          | Kristina Kona und ihr Mann Vasil Kona, ein Ehepaar christlichen Glaubens aus Tirana, boten im September 1943 dem befreundeten jüdischen Ehepaar Moise Arditi und Stella Arditi, deren zwei kleinen Töchtern Silvia Arditi und Elena Arditi und Stella Arditis Mutter Franceska an, sich in ihrem Haus vor den Verfolgungen und Deportationen zu verstecken. Die Arditis, die ihr Haus zunächst nicht verlassen wollten, nahmen das Angebot ab März 1944 an und versteckten sich hier bis zum Ende des Krieges in Albanien am 29. November 1944. | 1993 |
| Vasil Kona          | 1905          | 10. Okt. 1985 | Tirana          | Kristina Kona und ihr Mann Vasil Kona, ein Ehepaar christlichen Glaubens aus Tirana, boten im September 1943 dem befreundeten jüdischen Ehepaar Moise Arditi und Stella Arditi, deren zwei kleinen Töchtern Silvia Arditi und Elena Arditi und Stella Arditis Mutter Franceska an, sich in ihrem Haus vor den Verfolgungen und Deportationen zu verstecken. Die Arditis, die ihr Haus zunächst nicht verlassen wollten, nahmen das Angebot ab März 1944 an und versteckten sich hier bis zum Ende des Krieges in Albanien am 29. November 1944. | 1993 |
| Adelina Kosturi     |               |               | Elbasan         | Vasil Nosi, seine Frau Kelkira Nosi, seine Schwester Adelina Kosturi und sein Bruder Stiliano Nosi, alle vier christlich-orthodoxen Glaubens, versteckten ab Juni 1944 in ihrer Villa in Elbasan den jüdischen Flüchtling Marko Menahem aus Mazedonien, der von den Deutschen gesucht wurde. Als die Anwesenheit Menahems in ihrem Haus Verdacht erregte, brachten ihn die Nosis in ihre Fabrik außerhalb der Stadt. Als Menahem dort von der Gestapo verhaftet wurde, konnte Vasil Nosi über einen bekannten österreichischen Offizier Ende Oktober 1944 dessen Freilassung erreichen und ihn in einem anderen Gebäude verstecken. | 1992 |
| Mihal Lekatari      |               |               | Kavaja          | Mihal Lekatari, ein orthodoxer Bürger aus Kavaja, der bei den albanischen Partisanen aktiv war, beschaffte für zahlreiche jüdische Flüchtlinge, die aus Belgrad stammten und die es über Pristina nach Kavaja verschlagen hatte, gefälschte Ausweispapiere. Nach dem Einmarsch der Deutschen im September 1943 organisierte er den Transfer und Verstecke für die Flüchtlinge in Tirana. Zu den Juden, denen er damit das Leben rettete, gehörte die Familie Komforti mit insgesamt fünf Personen. | 1992 |
| Sulejman Mece       |               |               | Kruja           | Sulejman Mece, ein wohlhabender Bauer aus Kruja, und seine Frau Zenepe Mece, beide muslimischen Glaubens, versteckten von November 1943 bis zur Befreiung Albaniens am 29. November 1944 in ihrem Haus die jüdische Familie Batino. Zwei weitere Kinder der Batinos, Jakov Batino und Sandra Batino, fanden ein Versteck bei Abdulla Myrto und seiner Frau in Kavaja. | 1992 |
| Zenepe Mece         |               |               | Kruja           | Sulejman Mece, ein wohlhabender Bauer aus Kruja, und seine Frau Zenepe Mece, beide muslimischen Glaubens, versteckten von November 1943 bis zur Befreiung Albaniens am 29. November 1944 in ihrem Haus die jüdische Familie Batino. Zwei weitere Kinder der Batinos, Jakov Batino und Sandra Batino, fanden ein Versteck bei Abdulla Myrto und seiner Frau in Kavaja. | 1992 |
| Bahrije Muça        | 1929          |               | Shkodra         | Shaqir Borici, seine Frau Qamile Borici und ihre Tochter Bahrije Muça (geb. Borici) versteckten von 1943 bis März 1945 in ihrem Haus in Shkodra das aus Pristina stammende jüdische Ehepaar Isak und Bella Bivas mit ihrer Tochter Rashel. | 1993 |
| Dulaj Muasil        |               |               | Vlora           | Dulaj Muasil, ein Stoffhändler aus einem Dorf in der Nähe von Vlora, versteckte ab September 1943 in seinem Haus und einer nahen Höhle Josef Negrin und seine Frau Aneta Negrin sowie deren Tochter Xoja Joseko, ihren Mann Nisim Joseko und deren 1935 geborene Tochter Ana Joseko. | 1992 |
| Abdulla Myrto       | 1890          |               | Kavaja          | Abdulla Myrto, ein muslimischer Stoffhändler aus Kavaja, seine Frau Zije Myrto und ihr Sohn Shyqyri Myrto versteckten ab Anfang Februar 1944 für einige Zeit das jüdische Geschwisterpaar Jakov Batino und Sandra Batino, das zuvor im Haus von Shyqyri Bodo und seine Frau Xhemile Bodo in Tirana gelebt hatte. Da das Haus der Myrtos an der Hauptstraße des Ortes lag, organisierten die Myrtos für die Geschwister ein weiteres Versteck bei Besim Kadiu, dessen Haus am Stadtrand lag. | 1992 |
| Zije Myrto          | 7. Aug. 1891  | 1975          | Kavaja          | Abdulla Myrto, ein muslimischer Stoffhändler aus Kavaja, seine Frau Zije Myrto und ihr Sohn Shyqyri Myrto versteckten ab Anfang Februar 1944 für einige Zeit das jüdische Geschwisterpaar Jakov Batino und Sandra Batino, das zuvor im Haus von Shyqyri Bodo und seine Frau Xhemile Bodo in Tirana gelebt hatte. Da das Haus der Myrtos an der Hauptstraße des Ortes lag, organisierten die Myrtos für die Geschwister ein weiteres Versteck bei Besim Kadiu, dessen Haus am Stadtrand lag. | 1992 |
| Shyqyri Myrto       | 1926          |               | Kavaja          | Abdulla Myrto, ein muslimischer Stoffhändler aus Kavaja, seine Frau Zije Myrto und ihr Sohn Shyqyri Myrto versteckten ab Anfang Februar 1944 für einige Zeit das jüdische Geschwisterpaar Jakov Batino und Sandra Batino, das zuvor im Haus von Shyqyri Bodo und seine Frau Xhemile Bodo in Tirana gelebt hatte. Da das Haus der Myrtos an der Hauptstraße des Ortes lag, organisierten die Myrtos für die Geschwister ein weiteres Versteck bei Besim Kadiu, dessen Haus am Stadtrand lag. | 1992 |
| Kelkira Nosi        |               |               | Elbasan         | Vasil Nosi, seine Frau Kelkira Nosi, seine Schwester Adelina Kosturi und sein Bruder Stiliano Nosi, alle vier christlich-orthodoxen Glaubens, versteckten ab Juni 1944 in ihrer Villa in Elbasan den jüdischen Flüchtling Marko Menahem aus Mazedonien, der von den Deutschen gesucht wurde. Als die Anwesenheit Menahems in ihrem Haus Verdacht erregte, brachten ihn die Nosis in ihre Fabrik außerhalb der Stadt. Als Menahem dort von der Gestapo verhaftet wurde, konnte Vasil Nosi über einen bekannten österreichischen Offizier Ende Oktober 1944 dessen Freilassung erreichen und ihn in einem anderen Gebäude verstecken. | 1992 |
| Stiliano Nosi       |               |               | Elbasan         | Vasil Nosi, seine Frau Kelkira Nosi, seine Schwester Adelina Kosturi und sein Bruder Stiliano Nosi, alle vier christlich-orthodoxen Glaubens, versteckten ab Juni 1944 in ihrer Villa in Elbasan den jüdischen Flüchtling Marko Menahem aus Mazedonien, der von den Deutschen gesucht wurde. Als die Anwesenheit Menahems in ihrem Haus Verdacht erregte, brachten ihn die Nosis in ihre Fabrik außerhalb der Stadt. Als Menahem dort von der Gestapo verhaftet wurde, konnte Vasil Nosi über einen bekannten österreichischen Offizier Ende Oktober 1944 dessen Freilassung erreichen und ihn in einem anderen Gebäude verstecken. | 1992 |
| Vasil Nosi          |               |               | Elbasan         | Vasil Nosi, seine Frau Kelkira Nosi, seine Schwester Adelina Kosturi und sein Bruder Stiliano Nosi, alle vier christlich-orthodoxen Glaubens, versteckten ab Juni 1944 in ihrer Villa in Elbasan den jüdischen Flüchtling Marko Menahem aus Mazedonien, der von den Deutschen gesucht wurde. Als die Anwesenheit Menahems in ihrem Haus Verdacht erregte, brachten ihn die Nosis in ihre Fabrik außerhalb der Stadt. Als Menahem dort von der Gestapo verhaftet wurde, konnte Vasil Nosi über einen bekannten österreichischen Offizier Ende Oktober 1944 dessen Freilassung erreichen und ihn in einem anderen Gebäude verstecken. | 1992 |
| Paskal Orgocka      |               |               | Korça           | Paskal Orgocka, ein Taxifahrer aus Korça, und seine Ehefrau Lefkothea Orgocka, beide christlichen Glaubens, versteckten im Februar 1944 während vierzehn Tagen auf ihrem Grundstück die Jüdin Anna Jakoel und ihre drei Kinder, die 16-jährige Ilia Jakoel, den zwölfjährigen Solomon Jakoel und den achtjährigen Rafael Jakoel. Pascal Orgocka organisierte danach die Weiterfahrt seiner Schützlinge ins 100 Kilometer entfernte Vlora, wo Isak Jakoel auf seine Frau und die Kinder wartete. | 1991 |
| Lefkothea Orgocka   |               |               | Korça           | Paskal Orgocka, ein Taxifahrer aus Korça, und seine Ehefrau Lefkothea Orgocka, beide christlichen Glaubens, versteckten im Februar 1944 während vierzehn Tagen auf ihrem Grundstück die Jüdin Anna Jakoel und ihre drei Kinder, die 16-jährige Ilia Jakoel, den zwölfjährigen Solomon Jakoel und den achtjährigen Rafael Jakoel. Pascal Orgocka organisierte danach die Weiterfahrt seiner Schützlinge ins 100 Kilometer entfernte Vlora, wo Isak Jakoel auf seine Frau und die Kinder wartete. | 1991 |
| Gjovana Paluku      |               |               | Shkodra         | Agostin Çiftja, seine Frau Gjysepina Çiftja und deren drei Töchter Margarita Shllaku, Gjovana Paluku und Cezarina Pistuli, eine Familie christlichen Glaubens aus Shkodra, beherbergten seit Ende 1941 das jüdische Ehepaar Nina und Shalom Adižes, die mit ihrer kleinen Tochter Sonja aus dem Kosovo geflohen waren. Als die Deutschen im September 1943 in Shkodra einmarschierten, war das Ehepaar Çiftja bereit, die Familie Adižes weiterhin zu verstecken, beschaffte falsche Dokumente und kümmerte sich um alle Bedürfnisse ihrer Schützlinge. Als die Gefahr entdeckt zu werden wuchs und das Ehepaar Adižes Arbeit und ein neues Versteck fand, kümmerten sich die Çiftjas mehrere Monate um die dreijährige Sonja Adižes. | 1992 |
| Isuf Panariti       |               | 1980          | Korça           | Isuf Panarati, ein albanischer Geschäftsmann aus Korça, und seine Frau Niqi Panarati versteckten von März 1943 bis zur Befreiung der Region im Oktober 1944 die dreiköpfige jüdische Familie Mari Kuonne, Eli Kuonne und ihre Tochter Frida Krone. Isuf Panarati, der sich im März 1943 auf Geschäftsreise in Thessaloniki aufhielt, schmuggelte die Familie Kuonne von dort nach Albanien, beherbergte sie zunächst in seinem Haus in Korça. Als sich Eli Kuonne später den Partisanen anschloss, zogen seine Frau und seine Tochter in ein abgelegenes Dorf, wo sie bei Niqi Panaratis Familie wohnen konnten. | 2014 |
| Niqi Panariti       |               | 1992          | Korça           | Isuf Panarati, ein albanischer Geschäftsmann aus Korça, und seine Frau Niqi Panarati versteckten von März 1943 bis zur Befreiung der Region im Oktober 1944 die dreiköpfige jüdische Familie Mari Kuonne, Eli Kuonne und ihre Tochter Frida Krone. Isuf Panarati, der sich im März 1943 auf Geschäftsreise in Thessaloniki aufhielt, schmuggelte die Familie Kuonne von dort nach Albanien, beherbergte sie zunächst in seinem Haus in Korça. Als sich Eli Kuonne später den Partisanen anschloss, zogen seine Frau und seine Tochter in ein abgelegenes Dorf, wo sie bei Niqi Panaratis Familie wohnen konnten. | 2014 |
| Ali Sheqer Pashkaj  |               |               | Lajthiza        | Ali Sheqer Pashkaj, ein muslimischer Ladenbesitzer aus Lajthiza in den nordalbanischen Bergen, versteckte im September 1943 in seiner Kantine Yeoshua Baruchowic. Baruchowic war ein jüdischer Flüchtling aus Pristina, der in Albanien im antifaschistischen Widerstand aktiv war, gefangen genommen wurde, einem Gefangenentransport der Gestapo entkommen war und Zuflucht in der Kantine von Ali Sheqer suchte. Sheqer brachte ihn am Abend in ein Versteck in den Bergen und versteckte ihn dann für drei Monate in seinem Haus im Dorf Lajthizë. | 2002 |
| Liza Pilku          |               |               | Durrës          | Njazi Pilku, ein Bauingenieur, lebte mit seiner Frau Liza Pilku und den beiden kleinen Söhnen Edip und Luan in Durrës. 1940 wurde die dreiköpfige jüdische Familie Gerechter, die aus Hamburg stammte und nach der Kristallnacht nach Albanien geflohen war, Nachbarn der Pilkus. Im Sommer 1942 verhaftete die örtliche Polizei die Gerechters aufgrund einer falschen Behauptung. Njazi Pilku konnte ihre Freilassung erreichen. Nach der Besetzung Albaniens durch die Deutschen im September 1943 versteckten Liza und Njazi Pilku Johanna Gerechter und ihre Mutter in ihrem Haus in Durrës, fanden vorübergehend ein Versteck für Johannas Vater in Kruja und holten ihn dann auch in ihr Haus. Die Familie Gerechter wurde bis zur Befreiung Albaniens im November 1944 durch die Pilkus geschützt. | 1997 |
| Njazi Pilku         |               | 1945          | Durrës          | Njazi Pilku, ein Bauingenieur, lebte mit seiner Frau Liza Pilku und den beiden kleinen Söhnen Edip und Luan in Durrës. 1940 wurde die dreiköpfige jüdische Familie Gerechter, die aus Hamburg stammte und nach der Kristallnacht nach Albanien geflohen war, Nachbarn der Pilkus. Im Sommer 1942 verhaftete die örtliche Polizei die Gerechters aufgrund einer falschen Behauptung. Njazi Pilku konnte ihre Freilassung erreichen. Nach der Besetzung Albaniens durch die Deutschen im September 1943 versteckten Liza und Njazi Pilku Johanna Gerechter und ihre Mutter in ihrem Haus in Durrës, fanden vorübergehend ein Versteck für Johannas Vater in Kruja und holten ihn dann auch in ihr Haus. Die Familie Gerechter wurde bis zur Befreiung Albaniens im November 1944 durch die Pilkus geschützt. | 1997 |
| Cezarina Pistuli    | 1926          |               | Shkodra         | Agostin Çiftja, seine Frau Gjysepina Çiftja und deren drei Töchter Margarita Shllaku, Gjovana Paluku und Cezarina Pistuli, eine Familie christlichen Glaubens aus Shkodra, beherbergten seit Ende 1941 das jüdische Ehepaar Nina und Shalom Adižes, die mit ihrer kleinen Tochter Sonja aus dem Kosovo geflohen waren. Als die Deutschen im September 1943 in Shkodra einmarschierten, war das Ehepaar Çiftja bereit, die Familie Adižes weiterhin zu verstecken, beschaffte falsche Dokumente und kümmerte sich um alle Bedürfnisse ihrer Schützlinge. Als die Gefahr entdeckt zu werden wuchs und das Ehepaar Adižes Arbeit und ein neues Versteck fand, kümmerten sich die Çiftjas mehrere Monate um die dreijährige Sonja Adižes. | 1992 |
| Beqir Qoqja         | 1914          |               | Tirana          | Beqir Qoqja, ein Schneider aus Tirana (Muslim, verheiratet, fünf Kinder) versteckte ab September 1943 seinen jüdischen Freund Avram Eliasaf Gani, einen Juden aus Vlora, der unmittelbar nach der italienischen Besetzung nach Tirana gezogen war. Gani versteckte sich dort einen Monat lang, dann kleidete Qoqja ihn wegen der zunehmenden Entdeckungsgefahr in die traditionelle Tracht eines einheimischen Bauern und brachte ihn in das nahegelegene Dorf Mukja. Dort versteckte ihn ein Freund von Qoqja fünf Monate lang, und Qoqja schickte ihm jede Woche Essen. Als die Deutschen das Gebiet verließen, kehrte Gani in Qoqjas Haus in Tirana zurück, bis er nach Vlora heimkehren konnte. | 1992 |
| Arslan Rezniqi      |               |               | Deçan           | Arslan Rezniqi, ein muslimischer Kaufmann aus Deçan (heute Kosovo), und sein Sohn befreiten den jüdischen Militärarzt Dr. Chaim Abrabanel aus Skopje aus einem deutschen Kriegsgefangenenlager und versteckten ihn in ihrem Haus. Hier blieb er, bis er zu seiner Familie nach Skopje zurückkehren konnte. Dr. Chaim Abrabanel hatte zu Beginn des Zweiten Weltkrieges Mitglieder der Familie Rezniqi, die an Typhus erkrankt waren, behandelt. | 2008 |
| Metin Aziz Ruli     |               |               | Tirana          | Metin Aziz Ruli und seine Frau Shpresa Ruli, ein muslimisches Ehepaar aus Tirana, versteckte ab September 1943 in ihrem Haus das jüdische Ehepaar Solomon Konforti und Duduna Konforti mit ihrer Tochter Ivetta Konforti. Die Drei waren 1942 aus Skopje nach Tirana geflohen und hatten bis zur Besetzung Albaniens durch die Deutschen in Tirana gelebt. Als Denunziationen drohten, brachten die Rulis das Ehepaar Konforti zu Freunden in ein Dorf in den Bergen, und, als dort Gefechte zwischen den Deutschen und dem albanischen Widerstand stattfanden, wieder zurück in ihr Haus in Tirana. Mitte September 1944 konnten die Deutschen Solomon Konforti verhaften und forderten Gold als Gegenleistung für seine Freilassung. Shpresa Konfortis Vater Ali konnte mit Hilfe eines einflussreichen Freundes vom deutschen Kommandanten die Freilassung Salomon Konfortis erreichen. | 1992 |
| Shpresa Ruli        |               |               | Tirana          | Metin Aziz Ruli und seine Frau Shpresa Ruli, ein muslimisches Ehepaar aus Tirana, versteckte ab September 1943 in ihrem Haus das jüdische Ehepaar Solomon Konforti und Duduna Konforti mit ihrer Tochter Ivetta Konforti. Die Drei waren 1942 aus Skopje nach Tirana geflohen und hatten bis zur Besetzung Albaniens durch die Deutschen in Tirana gelebt. Als Denunziationen drohten, brachten die Rulis das Ehepaar Konforti zu Freunden in ein Dorf in den Bergen, und, als dort Gefechte zwischen den Deutschen und dem albanischen Widerstand stattfanden, wieder zurück in ihr Haus in Tirana. Mitte September 1944 konnten die Deutschen Solomon Konforti verhaften und forderten Gold als Gegenleistung für seine Freilassung. Shpresa Konfortis Vater Ali konnte mit Hilfe eines einflussreichen Freundes vom deutschen Kommandanten die Freilassung Salomon Konfortis erreichen. | 1992 |
| Faik Sharri         | 1888          | 15. Jan. 1975 | Prizren         | Faik Sharri, ein Fotograf aus Prizren (heute Kosovo), und seine Frau Sabrije Sharri, beide muslimischen Glaubens, nahmen am 27. November 1941 die befreundete Jüdin Julijana Hara und sechs weitere Mitglieder ihrer Familie in ihr Haus auf und versteckten sie für zehn Tage. Als die Behörden misstrauisch wurden, fand Faik Sharri ein anderes, sichereres Versteck, in dem die Familie Haras blieb, bis es ihnen gelang, nach Albanien zu gehen, wo sie sich in Kavaja niederließen. | 2014 |
| Sabrije Sharri      |               |               | Prizren         | Faik Sharri, ein Fotograf aus Prizren (heute Kosovo), und seine Frau Sabrije Sharri, beide muslimischen Glaubens, nahmen am 27. November 1941 die befreundete Jüdin Julijana Hara und sechs weitere Mitglieder ihrer Familie in ihr Haus auf und versteckten sie für zehn Tage. Als die Behörden misstrauisch wurden, fand Faik Sharri ein anderes, sichereres Versteck, in dem die Familie Haras blieb, bis es ihnen gelang, nach Albanien zu gehen, wo sie sich in Kavaja niederließen. | 2014 |
| Nora Sheko          | 1922          |               | Tirana          | Stavro Sheko, ein wohlhabender Geschäftsmann aus Tirana, und seine Frau Nora Sheko, beide christlichen Glaubens, halfen zwischen 1943 und 1945 einer Reihe von Juden, die aus Jugoslawien geflohen waren und in Albanien Zuflucht gesucht hatten. Sie nutzten hierzu ihre Kontakte zu den richtigen Personen und ihre finanziellen Mittel. Die Shekos kauften Juden frei, organisierten illegale Transfers nach Albanien, versteckten Juden in ihrem Haus und organisierten Verstecke im Umland von Tirana. | 1993 |
| Stavro Sheko        |               |               | Tirana          | Stavro Sheko, ein wohlhabender Geschäftsmann aus Tirana, und seine Frau Nora Sheko, beide christlichen Glaubens, halfen zwischen 1943 und 1945 einer Reihe von Juden, die aus Jugoslawien geflohen waren und in Albanien Zuflucht gesucht hatten. Sie nutzten hierzu ihre Kontakte zu den richtigen Personen und ihre finanziellen Mittel. Die Shekos kauften Juden frei, organisierten illegale Transfers nach Albanien, versteckten Juden in ihrem Haus und organisierten Verstecke im Umland von Tirana. | 1993 |
| Magdalena Shkurti   |               |               | Berat           | Pietro Shkurti und seine Frau Magdalena Shkurti aus Berat, beide christlichen Glaubens, waren 1942 Nachbarn des jüdischen Ehepaars Michael Reuven und Behija Reuven und ihrer vier Kinder, das aus Pristina nach Berat geflohen war. Als im September 1943 die Verfolgungen der Juden in Albanien durch die Deutschen begannen, zogen die Reuvens nach Shkodra und mieteten dort eine kleine Wohnung. Hier wurde Behija Reuven von Deutschen verhaftet und mit drei anwesenden Kindern deportiert. Michael Reuven und sein Sohn Jaffa Reuven entgingen der Deportation, da sie zu dem Zeitpunkt nicht zu Hause waren. Als Magdalena und Pietro Shkurti hörten, was mit der Familie Reuven passiert war, schickten sie Michael Reuven und seinem Sohn Geld und Lebensmittel und sicherten so ihr Überleben. | 1992 |
| Pietro Shkurti      |               |               | Berat           | Pietro Shkurti und seine Frau Magdalena Shkurti aus Berat, beide christlichen Glaubens, waren 1942 Nachbarn des jüdischen Ehepaars Michael Reuven und Behija Reuven und ihrer vier Kinder, das aus Pristina nach Berat geflohen war. Als im September 1943 die Verfolgungen der Juden in Albanien durch die Deutschen begannen, zogen die Reuvens nach Shkodra und mieteten dort eine kleine Wohnung. Hier wurde Behija Reuven von Deutschen verhaftet und mit drei anwesenden Kindern deportiert. Michael Reuven und sein Sohn Jaffa Reuven entgingen der Deportation, da sie zu dem Zeitpunkt nicht zu Hause waren. Als Magdalena und Pietro Shkurti hörten, was mit der Familie Reuven passiert war, schickten sie Michael Reuven und seinem Sohn Geld und Lebensmittel und sicherten so ihr Überleben. | 1992 |
| Margarita Shllaku   | 1928          |               | Shkodra         | Agostin Çiftja, seine Frau Gjysepina Çiftja und deren drei Töchter Margarita Shllaku, Gjovana Paluku und Cezarina Pistuli, eine Familie christlichen Glaubens aus Shkodra, beherbergten seit Ende 1941 das jüdische Ehepaar Nina und Shalom Adižes, die mit ihrer kleinen Tochter Sonja aus dem Kosovo geflohen waren. Als die Deutschen im September 1943 in Shkodra einmarschierten, war das Ehepaar Çiftja bereit, die Familie Adižes weiterhin zu verstecken, beschaffte falsche Dokumente und kümmerte sich um alle Bedürfnisse ihrer Schützlinge. Als die Gefahr entdeckt zu werden wuchs und das Ehepaar Adižes Arbeit und ein neues Versteck fand, kümmerten sich die Çiftjas mehrere Monate um die dreijährige Sonja Adižes. | 1992 |
| Esheref Shpuza      |               |               | Shkodra         | Eshref Shpuza, ein Angestellter der Gemeinde Kavaja südlich von Durrës, verhalf im September 1943 dem 23-jährigen Rudi-Refael Abravanel, der vierköpfigen Familie Konfino und den Brüdern Solomon und Nisim Pelossof zur Flucht nach Shkodra. Er besorgte für diese jüdischen Flüchtlinge aus Jugoslawien, die seit März 1943 in Albanien lebten, gefälschte Ausweispapiere, kleidete sie in traditionelle muslimische Gewänder, brachte sie nach Shkodra und fand hier ein Versteck, wo sie bis Februar 1944 bleiben konnten. | 1993 |
| Atif Toptani        |               |               | Tirana          | Atif Toptani, der Sohn des ehemaligen albanischen Botschafters in Wien, und seine Frau Ganimet Toptani lebten mit ihrem kleinen Sohn Edi in einer Villa in Tirana und besaßen außerhalb der Stadt ein weiteres Anwesen in Kamza. Die Toptanis versteckten ab August 1944 in ihren Häusern und weiteren Verstecken das Ehepaar Miriam Altarac und Meir Altarac, deren neunjährigen Sohn Jakov Altarac, deren Cousine Sida Levi und ihren zehnjährigen Sohn Mihael Levi, jüdische Flüchtlinge aus Jugoslawien, die seit 1942 in Kavajë in Albanien lebten. | 1992 |
| Ganimet Toptani     |               |               | Tirana          | Atif Toptani, der Sohn des ehemaligen albanischen Botschafters in Wien, und seine Frau Ganimet Toptani lebten mit ihrem kleinen Sohn Edi in einer Villa in Tirana und besaßen außerhalb der Stadt ein weiteres Anwesen in Kamza. Die Toptanis versteckten ab August 1944 in ihren Häusern und weiteren Verstecken das Ehepaar Miriam Altarac und Meir Altarac, deren neunjährigen Sohn Jakov Altarac, deren Cousine Sida Levi und ihren zehnjährigen Sohn Mihael Levi, jüdische Flüchtlinge aus Jugoslawien, die seit 1942 in Kavajë in Albanien lebten. | 1992 |
| Fatima Veseli       |               |               | Kruja           | Vesel Veseli, ein muslimischer Bauer aus Kruja, seine Frau Fatima Veseli und ihre drei Söhne Refik Veseli, Hamid Veseli und Xhemal Veseli retteten das Leben der vierköpfigen jüdischen Familie Mandil sowie der dreiköpfigen jüdischen Familie Ben Yosef. Beide Familien waren als Flüchtlinge nach Tirana gelangt. Nach der Besetzung Albaniens durch die Deutschen im Herbst 1943 bat Refik Veseli, der in Tirana Lehrling in einem Fotostudio war, seine Eltern, Vesel Veseli und Fatima Veseli, um Erlaubnis, Moshe Mandil mit seiner Frau und zwei kleinen Kindern in ihrem Haus im Dorf Kruja unterzubringen. Sein Vater stimmte sofort zu und reiste sogar mit einigen Eseln nach Tirana, um die Mandils abzuholen. Die Mandils wurden in einem kleinen Raum über dem Stall der Veselis versteckt. Wenige Tage später brachte der 14-jährige Xhemal Veseli die drei Mitglieder der jüdischen Familie Ben Joseph zu seinem Elternhaus. Joseph Ben Joseph, seine Frau Ruzhica und seine Schwester Finica hatten zunächst bei Hamid Veseli in Tirana Unterschlupf gefunden und wurden dann ebenfalls bis zur Befreiung Albaniens durch die Familie Veseli versteckt. | 1987 |
| Vesel Veseli        |               |               | Kruja           | Vesel Veseli, ein muslimischer Bauer aus Kruja, seine Frau Fatima Veseli und ihre drei Söhne Refik Veseli, Hamid Veseli und Xhemal Veseli retteten das Leben der vierköpfigen jüdischen Familie Mandil sowie der dreiköpfigen jüdischen Familie Ben Yosef. Beide Familien waren als Flüchtlinge nach Tirana gelangt. Nach der Besetzung Albaniens durch die Deutschen im Herbst 1943 bat Refik Veseli, der in Tirana Lehrling in einem Fotostudio war, seine Eltern, Vesel Veseli und Fatima Veseli, um Erlaubnis, Moshe Mandil mit seiner Frau und zwei kleinen Kindern in ihrem Haus im Dorf Kruja unterzubringen. Sein Vater stimmte sofort zu und reiste sogar mit einigen Eseln nach Tirana, um die Mandils abzuholen. Die Mandils wurden in einem kleinen Raum über dem Stall der Veselis versteckt. Wenige Tage später brachte der 14-jährige Xhemal Veseli die drei Mitglieder der jüdischen Familie Ben Joseph zu seinem Elternhaus. Joseph Ben Joseph, seine Frau Ruzhica und seine Schwester Finica hatten zunächst bei Hamid Veseli in Tirana Unterschlupf gefunden und wurden dann ebenfalls bis zur Befreiung Albaniens durch die Familie Veseli versteckt. | 1987 |
| Refik Veseli        | 1926          |               | Tirana          | Vesel Veseli, ein muslimischer Bauer aus Kruja, seine Frau Fatima Veseli und ihre drei Söhne Refik Veseli, Hamid Veseli und Xhemal Veseli retteten das Leben der vierköpfigen jüdischen Familie Mandil sowie der dreiköpfigen jüdischen Familie Ben Yosef. Beide Familien waren als Flüchtlinge nach Tirana gelangt. Nach der Besetzung Albaniens durch die Deutschen im Herbst 1943 bat Refik Veseli, der in Tirana Lehrling in einem Fotostudio war, seine Eltern, Vesel Veseli und Fatima Veseli, um Erlaubnis, Moshe Mandil mit seiner Frau und zwei kleinen Kindern in ihrem Haus im Dorf Kruja unterzubringen. Sein Vater stimmte sofort zu und reiste sogar mit einigen Eseln nach Tirana, um die Mandils abzuholen. Die Mandils wurden in einem kleinen Raum über dem Stall der Veselis versteckt. Wenige Tage später brachte der 14-jährige Xhemal Veseli die drei Mitglieder der jüdischen Familie Ben Joseph zu seinem Elternhaus. Joseph Ben Joseph, seine Frau Ruzhica und seine Schwester Finica hatten zunächst bei Hamid Veseli in Tirana Unterschlupf gefunden und wurden dann ebenfalls bis zur Befreiung Albaniens durch die Familie Veseli versteckt. | 1987 |
| Hamid Veseli        | 1918          |               | Tirana          | Der 25-jährige Hamid Veseli und sein 17-jähriger Bruder Refik Veseli aus Kruja gingen 1943 nach Tirana. Hamid eröffnete ein Bekleidungsgeschäft und Refik begann als Lehrling in einem Fotostudio zu arbeiten, wo er den jüdischen Flüchtling aus Belgrad, Moshe Mandil, kennenlernte. Nach der Besetzung Albaniens durch die Deutschen im Herbst 1943 bat Refik Veseli seine Eltern, Vesel Veseli und Fatima Veseli, um Erlaubnis, Moshe Mandil mit seiner Frau und zwei kleinen Kindern in ihrem Haus im Dorf Kruja unterzubringen. Sein Vater stimmte sofort zu und reiste sogar mit einigen Eseln nach Tirana, um Moshe Mandil und seine Familie abzuholen. Die Mandils wurden in einem kleinen Raum über dem Stall der Veselis versteckt. Wenige Tage später brachte der 14-jährige Xhemal Veseli, ein weiterer Sohn der Veselis, die drei Mitglieder der jüdischen Familie Ben Joseph zu seinem Elternhaus. Joseph Ben Joseph, seine Frau Ruzhica und seine Schwester Finica hatten zunächst bei Hamid Veseli in Tirana Unterschlupf gefunden und wurden dann bis zur Befreiung Albaniens durch die Familie Veseli versteckt.                                       | 2004 |
| Xhemal Veseli       | 28. Dez. 1929 |               | Tirana          | Der 25-jährige Hamid Veseli und sein 17-jähriger Bruder Refik Veseli aus Kruja gingen 1943 nach Tirana. Hamid eröffnete ein Bekleidungsgeschäft und Refik begann als Lehrling in einem Fotostudio zu arbeiten, wo er den jüdischen Flüchtling aus Belgrad, Moshe Mandil, kennenlernte. Nach der Besetzung Albaniens durch die Deutschen im Herbst 1943 bat Refik Veseli seine Eltern, Vesel Veseli und Fatima Veseli, um Erlaubnis, Moshe Mandil mit seiner Frau und zwei kleinen Kindern in ihrem Haus im Dorf Kruja unterzubringen. Sein Vater stimmte sofort zu und reiste sogar mit einigen Eseln nach Tirana, um Moshe Mandil und seine Familie abzuholen. Die Mandils wurden in einem kleinen Raum über dem Stall der Veselis versteckt. Wenige Tage später brachte der 14-jährige Xhemal Veseli, ein weiterer Sohn der Veselis, die drei Mitglieder der jüdischen Familie Ben Joseph zu seinem Elternhaus. Joseph Ben Joseph, seine Frau Ruzhica und seine Schwester Finica hatten zunächst bei Hamid Veseli in Tirana Unterschlupf gefunden und wurden dann bis zur Befreiung Albaniens durch die Familie Veseli versteckt.                                       | 2004 |
| Hanume Xhyheri      |               |               | Vlora           | Qamil Xhyheri und seine Frau Hanume Xhyheri aus Vlora, beide muslimischen Glaubens, versteckten in ihrem Haus ab September 1943 für ein Jahr Xhon Matathia und Eriketa Matathia, die Kinder ihres befreundeten jüdischen Ehepaares Mateo Matathia und Rachel Matathia, ebenfalls aus Vlora. Im Juni 1944 versteckten sie in ihrem Haus zusätzlich für zwei Monate Regina Gani mit ihren Cousins Victor Jakoel und Eftimia Jakoel. | 1992 |
| Qamil Xhyheri       |               |               | Vlora           | Qamil Xhyheri und seine Frau Hanume Xhyheri aus Vlora, beide muslimischen Glaubens, versteckten in ihrem Haus ab September 1943 für ein Jahr Xhon Matathia und Eriketa Matathia, die Kinder ihres befreundeten jüdischen Ehepaares Mateo Matathia und Rachel Matathia, ebenfalls aus Vlora. Im Juni 1944 versteckten sie in ihrem Haus zusätzlich für zwei Monate Regina Gani mit ihren Cousins Victor Jakoel und Eftimia Jakoel. | 1992 |
| Bessim Zyma         | 1901          | 1983          | Tirana          | Bessim Zyma, ein HNO-Arzt aus Tirana und seine Ehefrau Higmet Zyma, beide muslimischen Glaubens, versteckten und versorgten in ihrer Klinik in Tirana von Oktober 1943 bis April 1944 Lew Dzienciolski, einen polnischen Juden. | 1999 |
| Higmet Zyma         |               |               | Tirana          | Bessim Zyma, ein HNO-Arzt aus Tirana und seine Ehefrau Higmet Zyma, beide muslimischen Glaubens, versteckten und versorgten in ihrer Klinik in Tirana von Oktober 1943 bis April 1944 Lew Dzienciolski, einen polnischen Juden. | 1999 |

## Weblinks

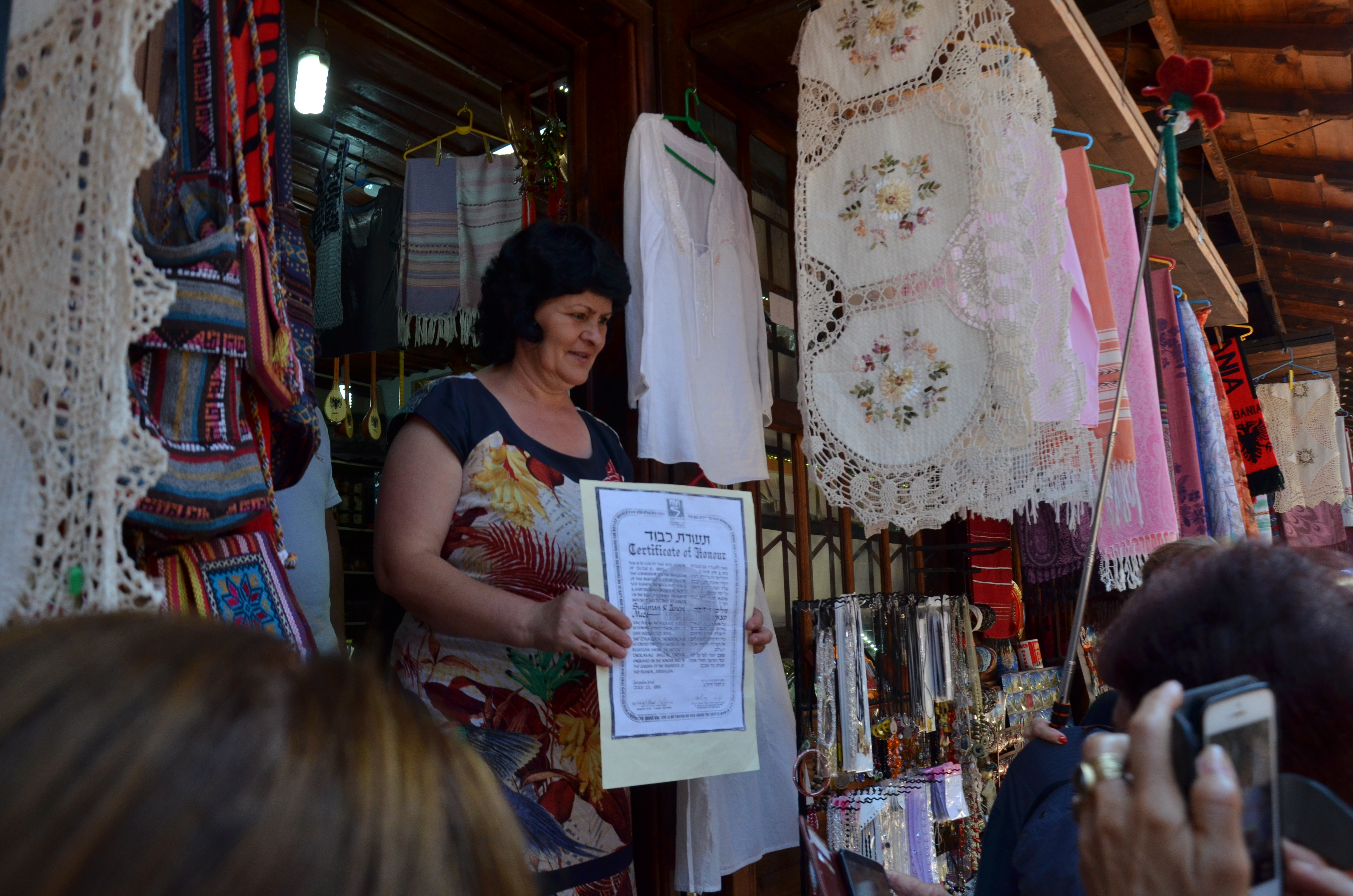
Eine Frau im Bazar von Kruja zeigt eine Kopie der Auszeichnung für Sulejman und Zenepe Mece